# Acrobolbus ciliatus
Acrobolbus ciliatus là một loài rêu tản trong họ Acrobolbaceae. Loài này được (Mitt.) Schiffner miêu tả khoa học lần đầu tiên năm 1893.